# Рогозная, Нина Николаевна
Нина Николаевна Рогозная (род. 25 октября 1951) — российский ученый, лингвист, специалист в области преподавания русского языка как иностранного, доктор филологических наук, профессор

## Образование
Окончила Иркутский государственный университет, специальность; "Русский язык и литература" квалификация: "Филолог. Преподаватель".
Окончив в 1994 году аспирантуру Государственного института русского языка им. А.С. Пушкина защитила диссертацию на соискание ученой степени кандидата филологических наук, тема: "Лингвистический анализ интерференции интонационных структур в русской речи монголов" по специальности 10.02.01 — Русский язык (научный руководитель — доктор филологических наук, профессор Н. А. Федянина, официальные оппоненты —доктор филологических наук, профессор В. И. Петрянкина и кандидат филологических наук Е.В. Скворцова).
В 2003 году защитила диссертацию на соискание ученой степени доктора филологических наук  в ГОС ИРЯ им. А. С. Пушкина, тема: "Типология лингвистической интерференции в русской речи иностранцев (на материале разноструктурных языков) по специальности 10.02.01 — Русский язык (научный консультант - доктор филологических наук, профессор В. А. Виноградов, официальные оппоненты - доктор филологических наук, профессор, член-корреспондент РАН Ю. Н. Караулов, доктор филологических наук, доктор психологических наук, профессор А. А. Леонтьев, доктор филологических наук, профессор Л. Л. Касаткин). Ученое звание профессора получено в 2007 году.

## Административная и педагогическая деятельность в высшей школе
В настоящее время является Профессором кафедры методики преподавания русского языка как иностранного ГОС ИРЯ им. А. С. Пушкина и профессором, заведующей кафедрой русского языка и межкультурной коммуникации Иркутского национального исследовательского технического университета.

## Научная деятельность
Профессор Н. Н. Рогозная является автором более 100 научных, научно- и учебно-методических работ (монографий, статей в ведущих статусных российских и международных научных журналах, учебников и учебных пособий). Область научных исследований — лингвистика в методике преподавания РКИ, проблемы билингвизма. Индекс Хирша — 10.

## Основные труды

#### Авторские монографии
Рогозная, Н. Н. Языковые контакты: билингвизм, интерязык, интерференция / Н. Н. Рогозная; ГОС ИРЯ им. А. С. Пушкина; Редактор Н. М. Разумова, Компьютерная вёрстка А. В. Дунько. — Москва: Государственный институт русского языка им. А.С. Пушкина, 2022. — 200 с. 
Рогозная, Н. Н. Типология лингвистической интерференции в русской речи иностранцев (на материале разноструктурных языков) / Н. Н. Рогозная. — Иркутск: Иркутский национальный исследовательский технический университет, 2018. — 248 с.
Рогозная, Н. Н. Интонация в аспекте билингвизма: теория и практика исследования на материале разноструктурных языков / Н. Н. Рогозная; Иркутский государственный технический университет. — Иркутск : Иркутский государственный технический университет, 2014. — 170 с.
Рогозная, Н. Н. Билингвизм. Интерязык. Интерференция / Н. Н. Рогозная; Иркутский государственный технический университет. — Иркутск: Иркутский национальный исследовательский технический университет, 2012. — 169 с.
Рогозная, Н. Н. Лингвистический атлас нарушений в русской речи иностранцев / Н. Н. Рогозная. — Иркутск: ОАО "Иркутская областная типография" №1, 2001. — 332 с.

#### Участие в коллективных монографиях
Рогозная, Н. Н. Новые горизонты функционирования имени собственного : (в аспекте русско-китайского билингвизма) / Н. Н. Рогозная, Л. Чэньчэнь; Иркутский государственный технический университет. — Иркутск : Иркутский государственный технический университет, 2013. — 159 с. 
Бородина Л. П.,  Булыгина Л. Д. и др. Практическая методика преподавания русского языка как иностранного / Л. П. Бородина, Л. Д. Булыгина, Т. И. Ведерникова [и др.]; — Иркутск : Иркутский государственный университет, 2005. — 180 с.

#### Научные и научно-методические статьи
Цзэн, С. Ю., Рогозная, Н. Н. Сравнительно-сопоставительный анализ лексических минимумов русского и китайского языков (имя существительное, начальный этап) / С. Ю. Цзэн, Н. Н. Рогозная // Международный аспирантский вестник. Русский язык за рубежом. — 2024. — № 1. — С. 53—59.
Пермана, М. И., Рогозная, Н. Н. Положение русского языка в Индонезии / М. И. Пермана, Н. Н. Рогозная // III Костомаровский форум. Славянская культура: истоки, традиции, взаимодействие: Материалы Международной научно-практической конференции, Москва, 24 мая 2023 года / Гл. редактор В.И. Карасик. – Москва: Государственный институт русского языка им. А.С. Пушкина, 2023. — С. 452—457.
Рогозная, Н. Н., Багдуева А. В. Корпус интерферентов русского языка / Н. Н. Рогозная, А. В. Багдуева // Русский язык за рубежом. — 2023. — № 3(298). — С. 106—112.
Рогозная, Н. Н.,  ЭкиджиА. В. Преодоление грамматической интерференции в русской речи турецких учащихся на примере творительного падежа / Н. Н. Рогозная, А. В. Экиджи // Международный аспирантский вестник. Русский язык за рубежом. — 2023. — № 3. — С. 12—17.
Рогозная, Н. Н. Би- и полилингвизм в современном Таджикистане / Н. Н. Рогозная // Русский язык за рубежом. — 2022. — № S2. — С. 9—11.
Рогозная, Н. Н. Типологический анализ промежуточных лингвистических систем / Н. Н. Рогозная // Современная наука: актуальные проблемы теории и практики. Серия: Гуманитарные науки. — 2022. — № 5-2. — С. 153—161.

#### Учебники и учебные пособия
Рогозная, Н. Н. и др. Учимся писать по-русски: учебное пособие / Печатается по решению ученого совета МИЭЛ ИГУ. — 2-е издание, дополненное. — Иркутск: Иркутский государственный университет, 2017. — 100 с.
Рогозная, Н. Н. и др. Учебное пособие по русскому языку, истории России, основам законодательства Российской Федерации (для иностранных граждан): учебное пособие / Н. Н. Рогозная, Л. Л. Ербаева, И. В. Головченко, Д. Э. Заманстанчук; Иркутский национальный исследовательский технический университет. — Иркутск: Иркутский национальный исследовательский технический университет, 2017. — 278 с.
Рогозная, Н. Н. История и основы языкознания / Н. Н. Рогозная. — Иркутск : Иркутский национальный исследовательский технический университет, 2016. — 91 с. 
Рогозная, Н. Н. Лингвистика : Учебное пособие по языку специальности / Н. Н. Рогозная. — Санкт-Петербург: Златоуст, 2010. — 136 с.

## Награды
Почетная грамота Министерства науки и образования Российской Федерации.